# Тайна горного озера
«Тайна горного озера» — кинофильм Александра Роу 1954 года. Экранизация повести Вахтанга Ананяна «На берегу Севана».

## Сюжет
Полям и садам большого селения, находящегося в горах Армении, не хватает воды. Между тем в древние времена, согласно преданиям, именно здесь протекала река, воды которой злое чудовище Дэв упрятал от непокорных людей. Но однажды в селение приехали геологи. Камо, Никита и Грикор решают помочь экспедиции и отправляются в поход. Самовольное путешествие ребят едва не закончилось гибелью Камо. Тем временем изучающий геологию Сето находит в горах осколок старинной плиты с клинописью и узнаёт, что река, протекавшая в этих местах, исчезла после землетрясения. Пионеры собирают отряд и отправляются в горы вслед за геологами, чтобы сообщить им о важном открытии. Неожиданно начавшаяся гроза вынуждает ребят укрыться в пещере, выход из которой из-за сильного обвала вскоре заваливает. Блуждая в таинственных подземных лабиринтах, ребята обнаруживают исчезнувшую реку. Через некоторое время друзья их найдут, геологи взорвут скалу и свободные воды старой реки хлынут на выжженные солнцем поля.

## В ролях
- Гурген Габриелян — дедушка Асатур
- Е.Арутюнян — Наргиз-тати
- Ванцети Даниелян[арм.] — Арам Михайлович
- Георгий Ашугян — Баграт Степанович
- Татул Дилакян[арм.] — Егише
- Арусь Асрян — Сона
- Леонид Леонидов — Андрей Петрович
- Ваган Багратуни — геолог
- Гарри Мушегян[арм.] — геолог
- Лилия Оганесян[арм.] — Каринэ
- Борис Керопян — Дэв
- школьники:
- Кнарик Сароян — Асмик
- Нерсик Оганесян — Камо
- Роман Погосян — Грикор
- Рубик Ханзадян — Сето
- Владимир Феоктистов — Никита
- Нелли Мелкумян — Света
- Виктория Терзибашян — Кнарик
- Роберт Мкртчян — Аршак
- Альберт Акопян — Вагаршак

Песню Каринэ исполняет Гоар Гаспарян

## Съёмочная группа
- режиссёр-постановщик — Александр Роу
- режиссёры — Юрий Ерзинкян, Яков Кочарян
- оператор комбинированных съёмок — Николай Ренков
- художники — Сергей Арутчян, Юрий Швец
- художник по костюмам — Валентин Подпомогов
- художник-гримёр — А. Сааджян
- звукооператор — Д. Джалалян
- монтаж — К. Блинов, В.Айказян
- тексты песен — Г. Сарян, Н. Адамян
- директор — В.Бадалян
- композитор — Ашот Сатян

## Технические данные
- впервые на экране в Ереване — 18 марта 1954
- впервые на экране в ГДР — 19 ноября 1954
- впервые на экране в Москве — 30 декабря 1954